# Inocencia Alcubierre

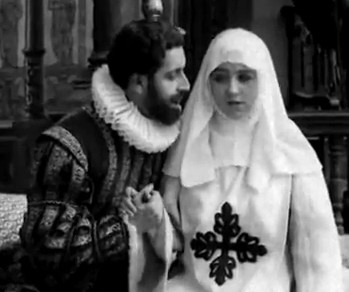
Innocence Alcubierre (rechts) in einem Film von 1922

Inocencia Alcubierre Rodríguez (auch Ino Alcubierre; * 16. Juni 1901 in Uncastillo, Aragonien; † 1927 in Madrid) war eine spanische Schauspielerin.

## Leben
Alcubierre zog in ihrer Kindheit mit den Eltern nach Barcelona; schon als Jugendliche arbeitete sie als Platzanweiserin in einem Kino. 1921 erhielt sie die Hauptrolle in ihrem ersten Film, dem Western Lilian. Einige Zeit später besetzte sie einer der wichtigsten Regisseure der damaligen Zeit, Ricardo de Baños, als Doña Inés in einer aufwändigen Produktion von Don Juan Tenorio 1922. Danach pausierte sie für drei Jahre, da sie eine Tochter bekam. Nach einem unbedeutenden Film sah man sie 1925 in Nobleza baturra, einem der erfolgreichsten Stummfilme Spaniens, von dem allerdings keine Kopie erhalten ist. Ihre Darstellung der María del Pilar, eine „Darstellung der Schmerzen und Herzenwärme“ wurde gelobt. 1926 folgte eine Rolle in La malcasada, in dem das damals hochaktuelle Thema der Scheidung behandelt wurde.
Alcubierre starb 1927 bei einem Verkehrsunfall.

## Filmografie (Auswahl)
- 1921: Lilian
- 1922: Don Juan tenorio
- 1925: Nobleza baturra
- 1926: La malcasada